# Kopijówka (rejon iliniecki)
Kopijówka – wieś na Ukrainie, w obwodzie winnickim, w rejonie ilinieckim.
W 2021 liczyła 485 mieszkańców (szacunek).